# Concilio Lateranense IV
Il Concilio Lateranense IV (1215) fu il dodicesimo concilio ecumenico della Chiesa, il quarto celebrato dopo lo scisma d'Oriente.

## Storia
Fu convocato a Roma da papa Innocenzo III, diventato papa nel 1198, con la bolla Vineam Domini Sabaoth, emanata il 19 aprile 1213. Vi prese parte un numero eccezionale di prelati (furono presenti il patriarca di Gerusalemme Rodolfo di Mérencourt, consacrato durante il concilio, il patriarca di Costantinopoli e i rappresentanti di quelli di Antiochia ed Alessandria, oltre 400 tra vescovi e arcivescovi, circa 900 tra abati e badesse) e, cosa mai verificatasi in precedenza, i rappresentanti laici di Enrico, imperatore Latino d'Oriente, Federico II, Imperatore del Sacro Romano Impero, quelli dei re di Francia, Aragona, Inghilterra, Ungheria, Gerusalemme e Cipro e dei Comuni lombardi. 
Fu il papa stesso ad aprire i lavori del Concilio con un'accorata allocuzione introduttiva pronunciata l'11 novembre 1215: il 30 novembre dello stesso anno, nel corso della III sessione del Concilio,  Innocenzo III presentò settanta canoni, già formulati,  che i padri conciliari dovettero limitarsi ad approvare. Per il numero e la rilevanza delle decisioni sia di carattere dogmatico che disciplinare che vi vennero prese, è da considerare uno dei più importanti della storia della Chiesa.
Il canone XIII del Concilio Lateranense IV del 1215 fu applicato anche alle forme di vita religiosa femminile, nate fra la fine del XII e l'inizio del XIII secolo e non ancora regolamentate da una precisa regola ordinistica. Nello stesso anno, la chiesa di San Damiano in Assisi ospitò la prima comunità benedettina femminile e la prima forma di francescanesimo di oblate, fondata da santa Chiara che ne assunse il titolo di badessa.

## Le decisioni conciliari
- Venne ribadita la fede cattolica in Dio eterno e onnipotente, unico e in tre persone consustanziali, Padre, Figlio e Spirito Santo: il Padre non procede da alcuno, il Figlio dal solo Padre, lo Spirito Santo da entrambi; venne introdotta l'espressione transustanziazione per indicare e definire il mistero eucaristico;
- Vennero condannate come eretiche alcune frasi di un libello attribuito a Gioacchino da Fiore (di cui era in corso il processo di beatificazione), dei Catari, dei Valdesi: la lotta contro l'eresia, affidata ai vescovi e ai tribunali dell'inquisizione da loro dipendenti, venne elevata a legge generale della Chiesa;
- Fu stabilito il primato papale e l'ordine delle sedi patriarcali: patriarca di Costantinopoli (che al tempo era patriarcato di rito latino), patriarca di Alessandria, patriarca di Antiochia, patriarca di Gerusalemme;
- Venne data un'organizzazione più omogenea alla vita religiosa: gli ordini religiosi vennero invitati ad uniformare le Regole che governavano le loro comunità e venne loro imposto di istituire e riunire dei Capitoli Generali, sul modello di quello dei monaci di Citeaux. Inoltre, venne proibita l'adozione di nuove regole e la creazione di nuovi ordini;
- Ai chierici venne proibito il concubinato e ribadito l'obbligo al celibato; venne loro vietato di assistere a spettacoli di mimi e giullari, la caccia, l'ubriachezza, il gioco d'azzardo;
- Fu proibito al clero di partecipare a prove di ordalia[2];
- Ai membri degli ordini maggiori venne proibito di praticare la chirurgia;
- Si ribadì la condanna della simonia;
- Si imposero ai fedeli la confessione e la comunione annuale (il Precetto pasquale);
- Venne ribadita l'impossibilità per un laico di assegnare cariche religiose e venne proibito al potere secolare di imporre tasse al clero;
- Venne fissato al quarto grado di parentela il limite entro il quale i consanguinei non potevano sposarsi;
- Un matrimonio si sarebbe potuto considerare valido solo se la donna fosse stata consenziente;
- Venne stabilito come dovevano essere pagate le tasse al clero.
- Venne ribadito che ogni chiesa della cristianità dovesse dotarsi di una scuola per insegnare ai figli dei cittadini a leggere e a scrivere in latino, secondo quanto già stabilito dal Terzo Concilio Lateranense[3].

## Decisioni riguardanti gli Ebrei
Il Concilio, in un'epoca che riconosce nel papa il capo supremo non solo della Chiesa, ma anche, in un modo o nell'altro, della società civile, riafferma disposizioni già prese in precedenza riguardanti gli Ebrei, e ne stabilisce altre che rimarranno classiche fino alla Rivoluzione francese, anche se saranno applicate diversamente nei vari Paesi e rimarranno fondamentali fino alle bolle infami del Cinquecento.
Sono quattro le disposizioni relative agli Ebrei:
- decreto 67: mentre per i cristiani è vietato il prestito a interesse, agli Ebrei viene permesso, ma deve essere esercitato in modo non usurario e vessatorio, perché « se in seguito i Giudei, sotto qualsiasi pretesto, estorcessero ai cristiani interessi gravi e smodati, sia proibito ogni loro commercio con i cristiani, fino a che non abbiano convenientemente riparato »;
- decreto 68: gli Ebrei devono distinguersi dai cristiani per il modo di vestire, per evitare involontarie unioni sessuali promiscue, se occorre, anche con dei segni di riconoscimento (antecedenti della famigerata stella di David fatta apporre dai nazisti sugli abiti degli ebrei);[4] nei quattro giorni di lutto annuale dei cristiani (domenica delle palme e triduo pasquale) è loro vietato danzare di gioia per oltraggio alla morte di Gesù o mostrarsi in pubblico, specialmente se con abiti volutamente più ornati del solito per spregio del lutto dei cristiani;
- decreto 69: ripete una vecchia disposizione, già presente nel codice teodosiano: agli Ebrei è vietato rivestire uffici pubblici, « poiché è cosa assurda che chi bestemmia Cristo debba esercitare un potere sui cristiani »;
- decreto 70: vengono condannati i battesimi fatti per convenienza e si invitano i pastori d'anime ad aiutare gli ebrei convertiti ad abbandonare i precedenti riti e a vivere cristianamente.

## Conclusioni
Il concilio si concluse con la proposta del 14 dicembre 1215 di una nuova crociata in Terra Santa contro i musulmani: venne concessa l'indulgenza plenaria non solo a chi avesse combattuto, ma anche a quanti avessero solo finanziato le spedizioni. Innocenzo III morì pochi mesi dopo, pertanto la quinta crociata venne organizzata dal suo successore, Onorio III.
Questo concilio segna l'inizio di una nuova epoca nella storia della Chiesa cattolica, all'insegna del centralismo amministrativo e giuridico incentrato sul vescovo di Roma, dell'uniformazione al modello romano e dell'intransigenza verso le diversità di culto e liturgia, di opinione, cultura e religione.